# Billy McNeill
William (Billy) McNeill MBE (Bellshill, 2 maart 1940 –  Newton Mearns, 22 april 2019) was een Schots voetballer en voetbaltrainer.
McNeill speelde als verdediger tussen 1957 en 1975 voor Celtic. Bij de club werd hij aanvoerder en won hij negen landstitels, zeven Schotse bekers, zes keer de Schotse League Cup. Hij won de Europacup I 1966/67 door in de finale van Internazionale te winnen. Dit winnende Celtic-team kwam bekend te staan onder de naam Lisbon Lions. De finale van de Europacup I 1969/70 verloor hij met Celtic van Feijenoord. In 1965 werd hij uitgeroepen tot Schots voetballer van het jaar. MacNeill, die tevens 29 interlands voor het Schots voetbalelftal speelde, is met het aantal van in totaal 822 gespeelde wedstrijden recordhouder bij Celtic
Ook als trainer was hij in twee periodes actief bij Celtic. Hij won toen vier landstitels, drie Schotse bekers en eenmaal de League Cup. Met Aberdeen haalde hij de bekerfinale (1978) en met Manchester City promoveerde hij in 1985 naar de Football League One.

## Erelijst

### Als speler
Celtic
- European Cup: 1966/67
- Scottish Football League: 1965/66, 1966/67, 1967/68, 1968/69, 1969/70, 1970/71, 1971/72, 1972/73, 1973/74
- Scottish Cup: 1964/65, 1966/67, 1968/69, 1970/71, 1971/72, 1973/74, 1974/75
- Scottish League Cup: 1965/66, 1966/67, 1967/68, 1968/69, 1969/70, 1974/75
- Drybrough Cup: 1974/75
- Glasgow Cup: 1961/62, 1963/64, 1964/65 , 1966/67, 1967/68

 Schotland
- British Home Championship: 1961/62, 1963/64 (gedeeld), 1971/72

### Als trainer
Celtic
- Scottish Football League: 1978/79, 1980/81, 1981/82, 1987/88
- Scottish Cup: 1979/80, 1987/88, 1988/89
- Scottish League Cup: 1982/83
- Glasgow Cup: 1981/82

### Individueel
- SFWA Footballer of the Year: 1964/65
- Scottish Manager of the Season: 1977/78 (SFWA-voorloper)
- SFWA Manager of the Year: 1987/88
- Glasgow Sportman of the Millenium: 1999
- Scottish Football Hall of Fame: 2004
  - 2017 (als onderdeel van de Lisbon Lions)
- Scottish Sports Hall of Fame: 2002
- One Club Award: 2019